# Chereușa, Satu Mare
Chereușa este un sat în comuna Santău din județul Satu Mare, Transilvania, România.

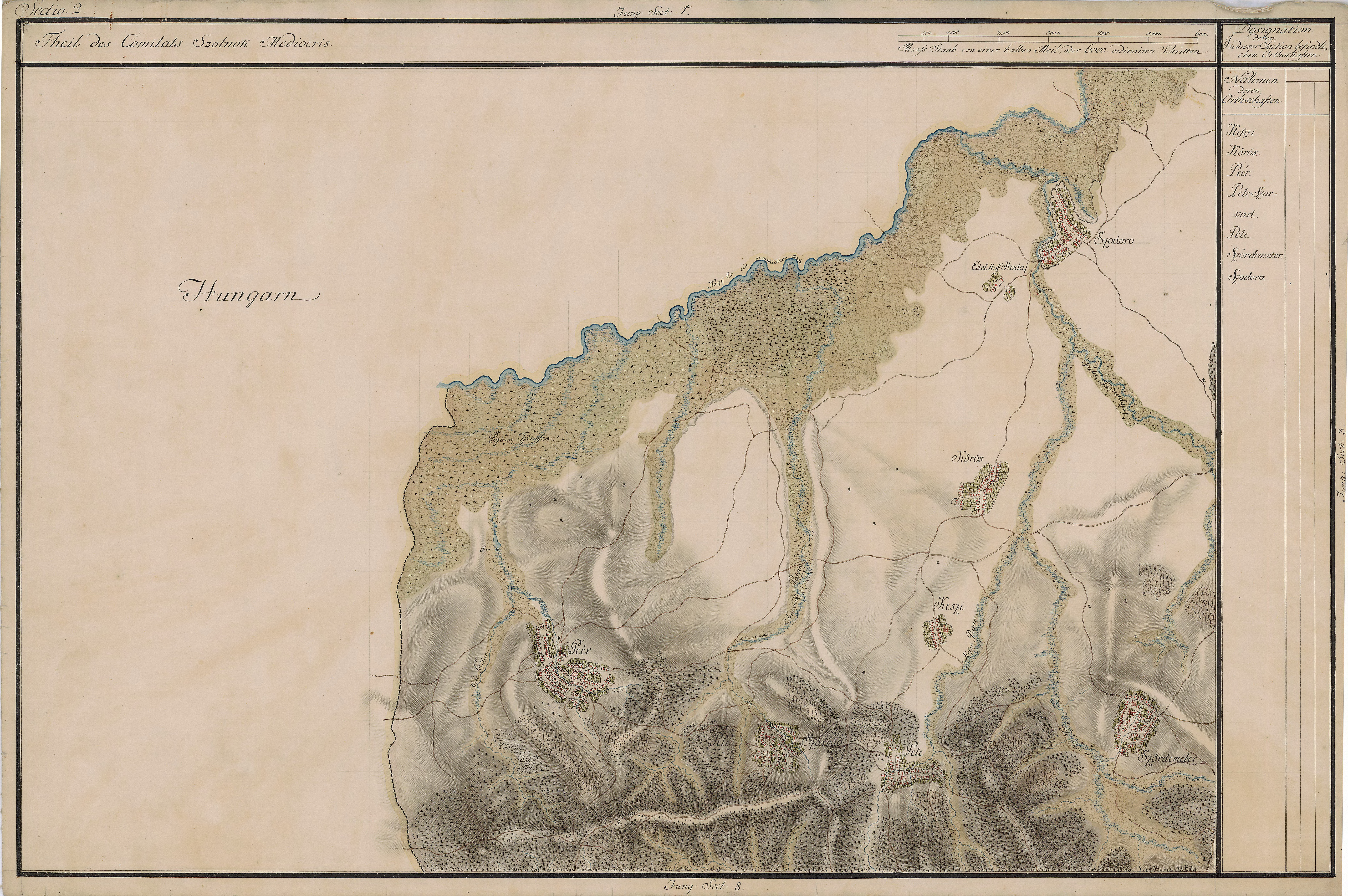
Chereuşa în Harta Iosefină a Transilvaniei

 Acest articol despre o localitate din județul Satu Mare este deocamdată un ciot. Puteți ajuta Wikipedia prin completarea lui.